# Nematanthus villosus
Nematanthus villosus är en tvåhjärtbladig växtart som först beskrevs av Johannes von Hanstein, och fick sitt nu gällande namn av Wiehler. Nematanthus villosus ingår i släktet Nematanthus och familjen Gesneriaceae. Inga underarter finns listade i Catalogue of Life.